# Takasze Megumi
Takasze Megumi (高瀬 愛実; Hepburn: Takase Magumi) (Kitami, 1990. november 10. –) japán válogatott labdarúgó.

## Klub
2009 óta az INAC Kobe Leonessa csapatának játékosa. 2012-ben a liga legértékesebb játékosának választották. 181 bajnoki mérkőzésen lépett pályára és 92 gólt szerzett.

## Nemzeti válogatott
A japán U20-as válogatott tagjaként részt vett a 2010-es U20-as világbajnokságon.
2010-ben debütált a japán válogatottban. A japán válogatott tagjaként részt vett a 2011-es világbajnokságon és a 2012. évi nyári olimpiai játékokon. A japán válogatottban 61 mérkőzést játszott.

## Statisztika
| Japán válogatott | Japán válogatott | Japán válogatott |
| Időszak          | Mérk.            | gól              |
| ---------------- | ---------------- | ---------------- |
| 2010             | 12               | 4                |
| 2011             | 7                | 0                |
| 2012             | 10               | 1                |
| 2013             | 6                | 0                |
| 2014             | 17               | 4                |
| 2015             | 6                | 0                |
| 2016             | 3                | 0                |
| Összesen         | 61               | 9                |

## Sikerei, díjai
Japán válogatott
- Olimpiai játékok:  Ezüst; 2012
- Világbajnokság:  Arany; 2011
- Ázsia-kupa:  Arany; 2014,  Bronz; 2010

Klub
- Japán bajnokság: 2011, 2012, 2013

Egyéni
- Az év Japán játékosa: 2012
- Az év Japán csapatában: 2012